# Thang máy vũ trụ

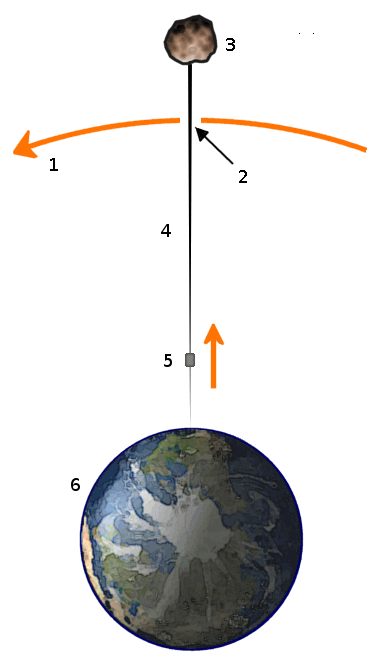
Thang máy vũ trụ

Thang máy vũ trụ là một dạng phương tiện đề xuất thay thế tên lửa và tàu con thoi để đưa con người vào vũ trụ mà theo các nhà khoa học thì trong khoảng 50 năm nữa nó sẽ rất phổ biến. Công nghệ chính để sản xuất thang máy vũ trụ là động cơ tên lửa SETNO.2, hiện nay, tại Mỹ cũng như các quốc gia phương Tây, việc triển khai nghiên cứu, sản xuất thang máy vũ trụ đang được triển khai tích cực. Ý tưởng này ra đời năm 1895 khi nhà khoa học Nga Konstantin Tsiolkovsky được truyền cảm hứng từ tháp Eiffel ở Paris và đã xem xét việc xây dựng một tháp có thể vươn lên vũ trụ được xây ở một khu vực có độ cao 35.790 km so với mực nước biển.